# Pedro Marrero Aizpurúa
Pedro Marrero Aizpurúa (La Habana, Cuba, 23 de octubre de 1926 - 26 de julio de 1953, Santiago de Cuba) fue un sindicalista y figura revolucionaria cubana. Financió (junto a otras figuras) y participó en el enfrentamiento del asalto perpetrado contra el Cuartel Moncada, que pretendía hacerle frente a la dictadura de Fulgencio Batista junto al grupo "anti-Batista" al que pertenecía, siendo considerado actualmente como uno de los mártires de dicho asalto.
Ayudó también a parados y enfermos y luchó por mejorar la vida de los trabajadores de Cuba, consiguiendo resultados positivos.  Además, fue un héroe del sector de la alimentación.

## Biografía

### Primeros años
Nacido en el barrio de Puentes Grandes, en Marianao (La Habana, Cuba), su padre, Juan Marrero, era hijo de inmigrantes canarios procedentes de Las Palmas de Gran Canaria, mientras que su madre procedía de Vascongadas (País Vasco). Estudió en el colegio de su barrio hasta sexto grado de primaria.
Tras esto, ingresó en el Instituto de Segunda Enseñanza de Marianao. Sin embargo, no pudo continuar sus estudios medios o superiores tras la muerte de su padre. El presupuesto familiar no era suficiente para costear la carrera de Marrero y de su hernana Lucila, lo que lo empuja a buscar trabajo para que su hermana pueda continuar. Así, comienza a trabajar en el depósito de cerveza, propiedad de Nazahal y Cia, en el departamento de transporte.

### Carrera profesional

#### Ayudas humanitarias
En el departamento de transportes fue Delegado de la Asociación de canos y camiones, una organización que afiliaba a todos los obreros del ramo. Más tarde, se trasladó a  la fábrica de cerveza La Tropical. Pedro Marrero y Fernando Chenard Piña se encargaron de organizar la Juventud Ortodoxa en la barriada. Así, fue uno de los primeros militantes del Partido Comunista, colaborando en la recogida de material para enviar a España durante la guerra civil (1936 - 39).
Ya desde una temprana edad ocupó cargos en los sindicatos. Así, destacó en sus ayudas a los parados y enfermos o reivindicando las condiciones de vida laboral de los trabajadores cubanos, consiguiendo resultados positivos, a pesar de la persecución en la que se veía envuelto.

#### Carrera militar
Cuando se fundó en 1947 el partido del Pueblo Cubano, Ortodoxo, se convirtió en un militante activo en sus filas, junto a otros muchos comunistas que creían que este partido majoraría la situación de los más débiles. Sin embargo, se sintieron luego desfraudados por el partido, lo que los empujó a enfrentarse al último de los gobiernos "auténticos" con la consigna "Vergüenza contra el dinero".
Tras el golpe del 10 de marzo de 1952 comienza a frecuentar los actos estudiantiles de la Universidad. Allí, durante los funerales de Rubén Batista, repartió el órgano informativo del movimiento que se organizaba, llamando a que no repostaran la agresión de la policía. Además, según el historiador canario Miguel Leal Cruz (en su libro "Canarias - Cuba: Perspectivas cruzadas"), luchó contra la dictadura de Fulgencio Batista, uniéndose a los voluntarios que eran partidarios de las ideas revolucionarias de Fidel Castro, participando en diversos enfrentamientos contra dicho gobierno de facto junto a otros seguidores de Fidel. En uno de sus enfrentamientos, comienza a reunirse con grupos desconocidos para sus compañeros de fábrica. Estaba ocupado en el movimiento revolucionario que atacaría el Cuartel Moncada; sin embargo, se necesitaban fondos para el ataque por lo que al igual que otros integrantes, vendió varias de sus pertenencias.
Llegado el momento de la partida, en el automóvil de Marrero viajaron hacia Santiago de Cuba: José Suárez Blanco, José Antonio Labrador, Gregorio Creaga, Severino Rossell y otro trabajador de la cervecería Cristal. Así, tras contactarse con Fidel en Matanzas, llegaron a Santiago justo el día en que debía producirse el asalto, el 26 de julio de 1953 y fue seleccionado para tomar parte del mismo como conductor; en este contexto, participando del asalto resulta asesinado por las balas de los defensores militares del Cuartel Moncada, luego de ser descubiertos.

## Legado
- La fábrica de cervezas donde trabajó, así como otros centros del país, llevan hoy su nombre como agradecimiento a los caídos por la Revolución.[4]
- "La medalla (o distinción) Pedro Marrero Aizpurúa" es una distinción cubana perteneciente a la industria alimentaria que se otorga por una destacada trayectoria laboral durante 20 años para las mujeres y 25 a los hombres. Esta distinción, tal y como su nombre indica, fue promulgada en agradecimiento a Pedro Marrero Aizpurúa, miembro emblemático del sector.[5]

## Ideología
Fue un gran seguidor de las ideas de José Martí, modelo a seguir para otros muchos canarios y descendientes de ellos que residían en la isla.